# Arnold II. (Kleve)
Arnold II. von Kleve († vor 1200) regierte um 1189 bis 1200 in Stellvertretung seines älteren Bruders Graf Dietrich III./V. von Kleve die Grafschaft Kleve.

## Leben
Arnold von Kleve war ein jüngerer Sohn Graf Dietrichs II./IV. von Kleve und der Adelheid von Sulzbach. Urkundlich bezeugt ist er zwischen 1188 und 1198. Vor 1191 heiratete er Adelheid von Heinsberg, mit der er die Klever Seitenlinie von Heinsberg begründete. Bekannt sind ihre Kinder Dietrich († 1228), Arnold († 1218) und Agnes. Während der Abwesenheit seines Bruders Graf Dietrich III./V. von Kleve, der am Kreuzzug teilnahm, regierte Arnold stellvertretend die Grafschaft Kleve. Im Jahr 1200 war Arnold vermutlich bereits verstorben.